# موهبت (مجموعه تلویزیونی)
موهبت (ترکی استانبولی: Atiye) یک سریال ساخت ترکیه است که در نتفلیکس پخش شده است، فصل اول این سریال ۸ قسمت دارد و بازیگر اصلی آن برن سات  است. این سریال بر اساس رمان بیداری جهان (به ترکی استانبولی: Dünyanın Uyanışı) نوشته شنگول بویباش ساخته شده است.

## داستان
عطیه یک نقاش اهل استانبول است که با کشف یک راز در یک مکان تاریخی مسیر زندگی او تغییر میکند.